# Davide Plebani
Davide Plebani (Sarnico, província de Bèrgam, 24 de juliol de 1996) és un ciclista italià. Combina la carretera amb el ciclisme en pista.

## Palmarès en ruta
- 2014
  -  Campió d'Itàlia júnior en ruta